# Symbiotes latus
Symbiotes latus is een keversoort uit de familie zwamkevers (Endomychidae). De wetenschappelijke naam van de soort werd in 1849 gepubliceerd door Ludwig Redtenbacher.
Dit is de typesoort van het geslacht Symbiotes. Ze werd bij Wenen verzameld door de heer Miller.